# Жирова тканина

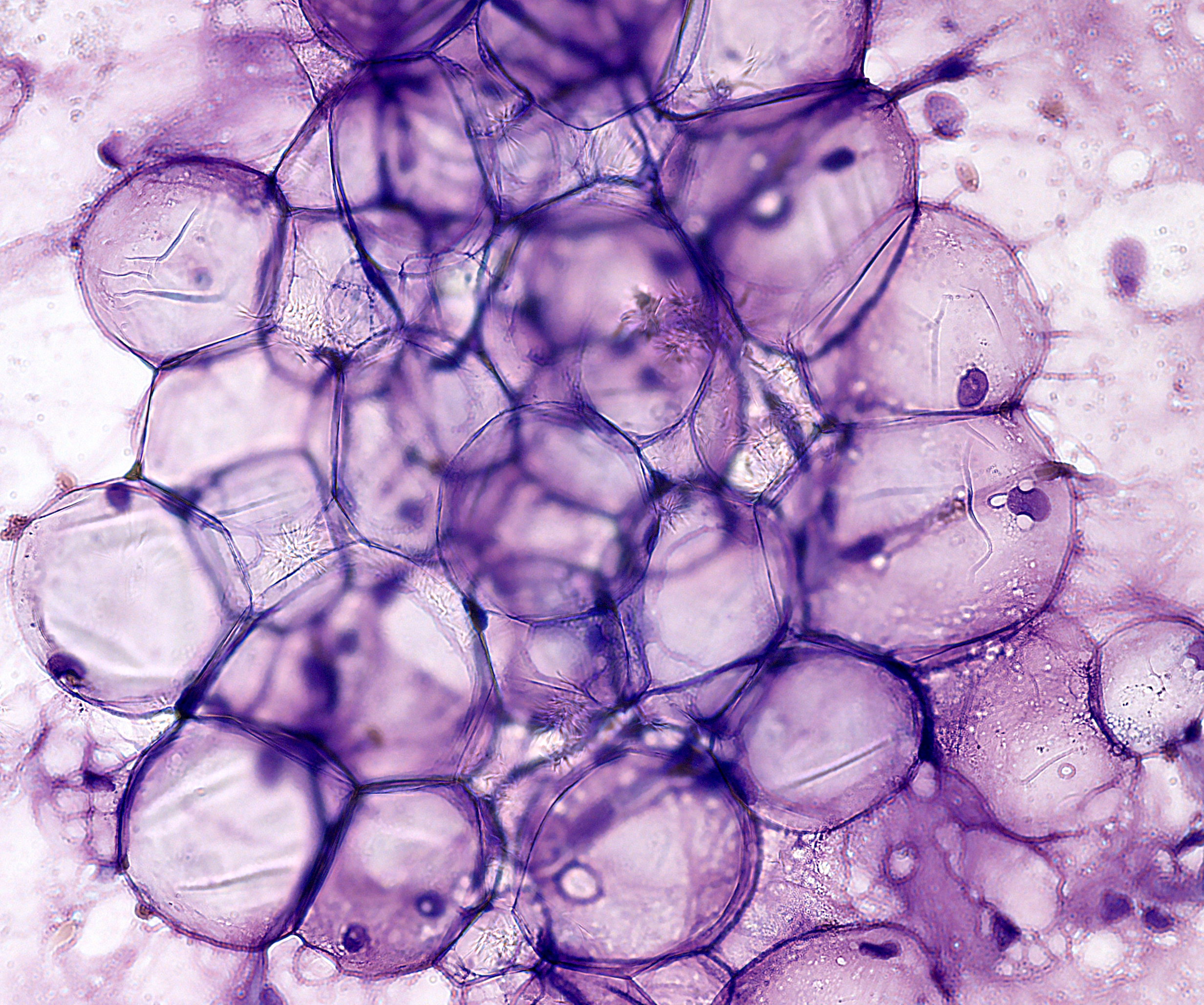
Скупчення жирових клітин. Забарвлення за Романовським, 1000х.

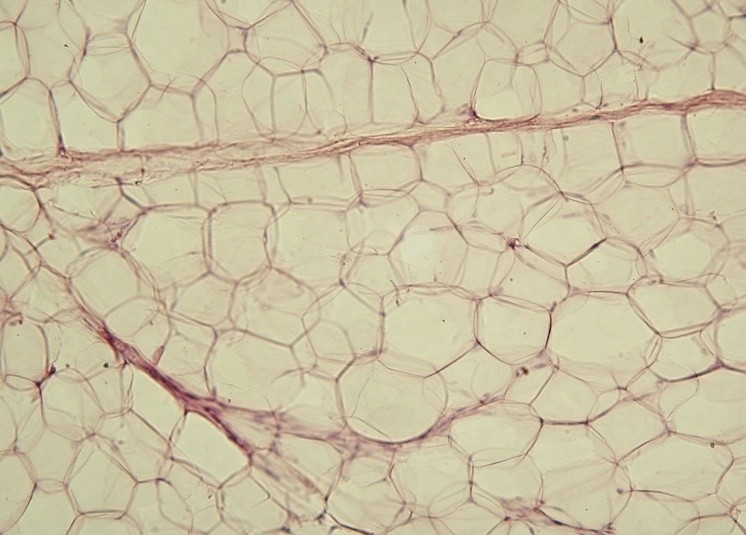
Зріз білої жирової тканини в парафіні.

Жирова́ ткани́на — різновид сполучної тканини тваринних організмів, яка утворюється з мезенхіми і складається з жирових клітин.

## Структура
Майже всю жирову клітину, специфічна функція якої — накопичення та обмін жиру, заповнює жирова крапля, яку оточує обідок цитоплазми з витісненими на периферію ядром.[джерело?] У хребетних жирова тканина розміщується зазвичай під шкірою (підшкірна клітковина), в сальнику, між органами, утворюючи м'які пружні прокладки.
Окремий підвид жирової тканини — підшкірна жирова клітковина.

## Функції
Основне фізіологічне значення жирової тканини: вона несе функцію енергетичного депо організму (при голодуванні кількість жиру в клітинах зменшується, при посиленому харчуванні збільшується) і оберігає його від втрати тепла. У водяних ссавців, які живуть в холодних водах Арктики й Антарктики, шар підшкірної жирової клітковини досягає значної товщини (у деяких китів до 50 см).
Не менш важливою є ендокринна функція, особливо у людей.
Надмірний розвиток жирової тканини у людини призводить до ожиріння.